# 당신 없는 일주일
《당신 없는 일주일》(영어: This Is Where I Leave You)은 2014년 공개된 미국의 코미디 드라마 영화이다.

## 줄거리
뉴욕 라디오 프로그램 프로듀서 저드 올트먼은 아내 퀸이 상사 웨이드와 일 년간 바람을 피웠다는 사실을 알게 되자 집에서 나온다. 곧 여형제 웬디가 아버지 모트의 부고를 알린다.
올트먼 일가는 업스테이트 뉴욕에 위치한 어머니 힐러리 집에서 열린 장례식에서 오랜만에 한자리에 모인다. 힐러리는 모트가 비록 무신론자였지만 장례식 후 7일간 복상 기간을 갖는 유대교 전통인 시바(שִׁבְעָה)를 치르길 원했다고 밝히고, 형제들의 어릴 적 친구인 랍비 찰스 그로브너가 이를 주관한다.
막내 필립은 예전에 자신을 상담한 연상의 심리 치료사 트레이시와 만나고 있다. 일중독증 남편이 자신을 등한시해 불행한 웬디는 몇 년 전 사고로 뇌손상을 입은 전 남자친구 호리를 여전히 사랑한다. 저드의 형 폴은 저드의 고등학교 시절 여자친구 애니와 결혼했으며 아이가 생기지 않아 괴로워한다. 그 와중에 퀸이 저드의 아이를 임신했다는 소식이 알려지자 절박한 애니는 저드의 아이라도 임신하기 위해 저드를 유혹한다. 한편 문상객 중에는 고등학교 시절 저드를 짝사랑한 페니도 포함돼있다.

## 출연
- 제이슨 베이트먼 - 저드 올트먼 역
  - 오크스 페글리 - 저드 아역
- 티나 페이 - 웬디 올트먼 역
- 제인 폰다 - 힐러리 올트먼 역
- 애덤 드라이버 - 필립 올트먼 역
- 로즈 번 - 페니 무어 역
- 코리 스톨 - 폴 올트먼 역
- 캐스린 한 - 애니 올트먼 역
- 코니 브리턴 - 트레이시 설리번 역
- 티머시 올리펀트 - 호리 캘런 역
- 댁스 셰퍼드 - 웨이드 보퍼트 역
- 데브라 멍크 - 린다 캘런 역
- 애비게일 스펜서 - 퀸 올트먼 역
- 벤 슈워츠 - 랍비 찰스 "보너" 그로드너 역
- 윌 스웬슨 - 젊은 모트 역

## 기타 제작진
- 총괄 제작: 제임스 파커, 스티븐 므누신
- 세트: 크리스 하이오니스
- 의상: 수전 라이올